# Розенфельд, Айзек
Айзек Розенфельд (англ. Isaac Rosenfeld; 10 марта 1918, Чикаго — 14 июля 1956, там же) — американский литератор и педагог. Автор одного романа (1946) и множества статей.
Бакалавр (1939), магистр (1941). В 1941 году женился.
В 1941 году переехал из Чикаго в Нью-Йорк изучать философию в Нью-Йоркский университет, однако оставил его в том же году.
В 1954 году возвратился в Чикаго преподавать литературу в Чикагский университет.
Умер от сердечного приступа.
Имел дочь (род. 1943) и сына (род. 1947). С женой в 1951 году развёлся.

## Сочинения
- Passage from Home (1946)
- An Age of Enormity (MacGibbon-Kee, London, 1962)
- Alpha and Omega (World Publishing Co. Cleveland, 1966)